# Художня неприємність
Художня неприємність (англ. Art Trouble) — американська короткометражна кінокомедія режисера Ральфа Стауба 1934 року.

## Сюжет
Двох братів батьки посилають до Парижа навчатися в художній студії. Вони платять двом живописцям, щоб останні ходили замість них на навчання. Коли самозванці виграють художнє змагання, їх розкриває несподіваний відвідувач.

## У ролях
- Гаррі Гріббон — Гаррі
- Шемп Говард — Шемп
- Беатріс Блінн — дівчина в нічному клубі
- Лені Стенгел — дівчина в нічному клубі
- Джеймс Стюарт